# Пиеве Фисирага
Пиѐве Фисира̀га (на италиански: Pieve Fissiraga, на западноломбардски: Pieu, Пиеу) е село и община в Северна Италия, провинция Лоди, регион Ломбардия. Разположено е на 76 m надморска височина. Населението на общината е 1645 души (към 2012 г.).